# Liberton
Liberton es un suburbio ubicado en Edimburgo, capital de Escocia.
El nombre proviene del sajón, antiguamente escrito Libertun, se cree que deriva de Leper Town, "pueblo de leprosos" en inglés, ya que se encontraba próximo a un hospital. La iglesia de Liberton, de estilo gótico fue construida durante el siglo XVII d. C., pero fue remodelada en 1815 por el reconocido arquitecto 
James Gillespie Graham. En su cementerio se encuentra una piedra tallada en la que se ve una de las primeras representaciones de una escena de labranza.
El área es mayoritariamente residencial, aunque también existe una escuela de equitación y establos, que son utilizados para realizar actividades recreativas cerca de Braid Hills.